# Gran Piedra
Der Gran Piedra (span. für Großer Stein) ist ein charakteristischer Monolith in Ost-Kuba, östlich der Stadt Santiago de Cuba. Mit 1225 Metern bildet er die höchste Erhebung der nach ihm benannten Cordillera de la Gran Piedra. Diese Gebirgskette gehört zum östlichen, kleineren Teil der Sierra Maestra.
Der Fels zählt mit seinen Ausmaßen von 51 Metern Länge, einer Höhe von 25 Metern und einer Breite von 30 Metern zu den größten Monolithen weltweit. Er hat ein Gewicht von schätzungsweise mehr als 63.000 Tonnen.
Der Gran Piedra liegt im Baconao-Park, einem UNESCO-Biosphärenreservat.
Die Vegetation in der Umgebung des Gran Piedra ist – abhängig von der Höhenstufung – durch immergrünen Gebirgsregenwald und teils Nebelwald geprägt.

## Tourismus
Touristisch interessant ist der Panoramablick über die umgebenden Gebirgszüge. Der Zugang zum Aussichtspunkt (mirador) ist gut ausgebaut, jedoch nur zu Fuß über 452 Stufen erreichbar.

Blick über die Gebirgszüge

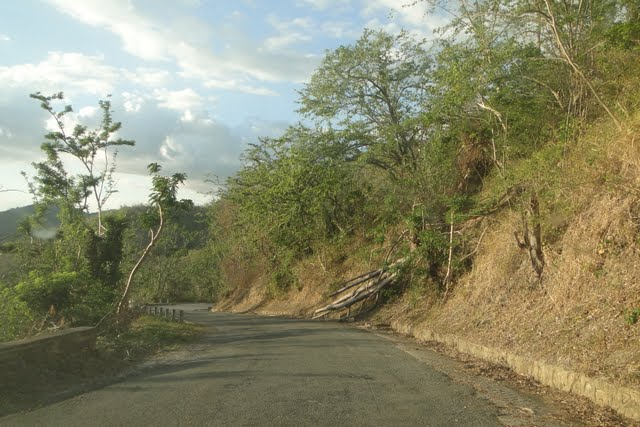
Zum Gran Piedra

In Sichtweite des Felsens liegt die Cafetal La Isabélica, eine historische Plantage französischer Kaffeeproduzenten aus dem frühen 19. Jahrhundert. Das Herrenhaus, die Ruinen der Wirtschaftsgebäude und Sklavenunterkünfte sind heute als Museum zugänglich. Sie werden (zusammen mit anderen Kaffeeplantagen im Süd-Osten Kubas) in der Liste des UNESCO-Weltkulturerbes geführt.